# Herman Hamnqvist

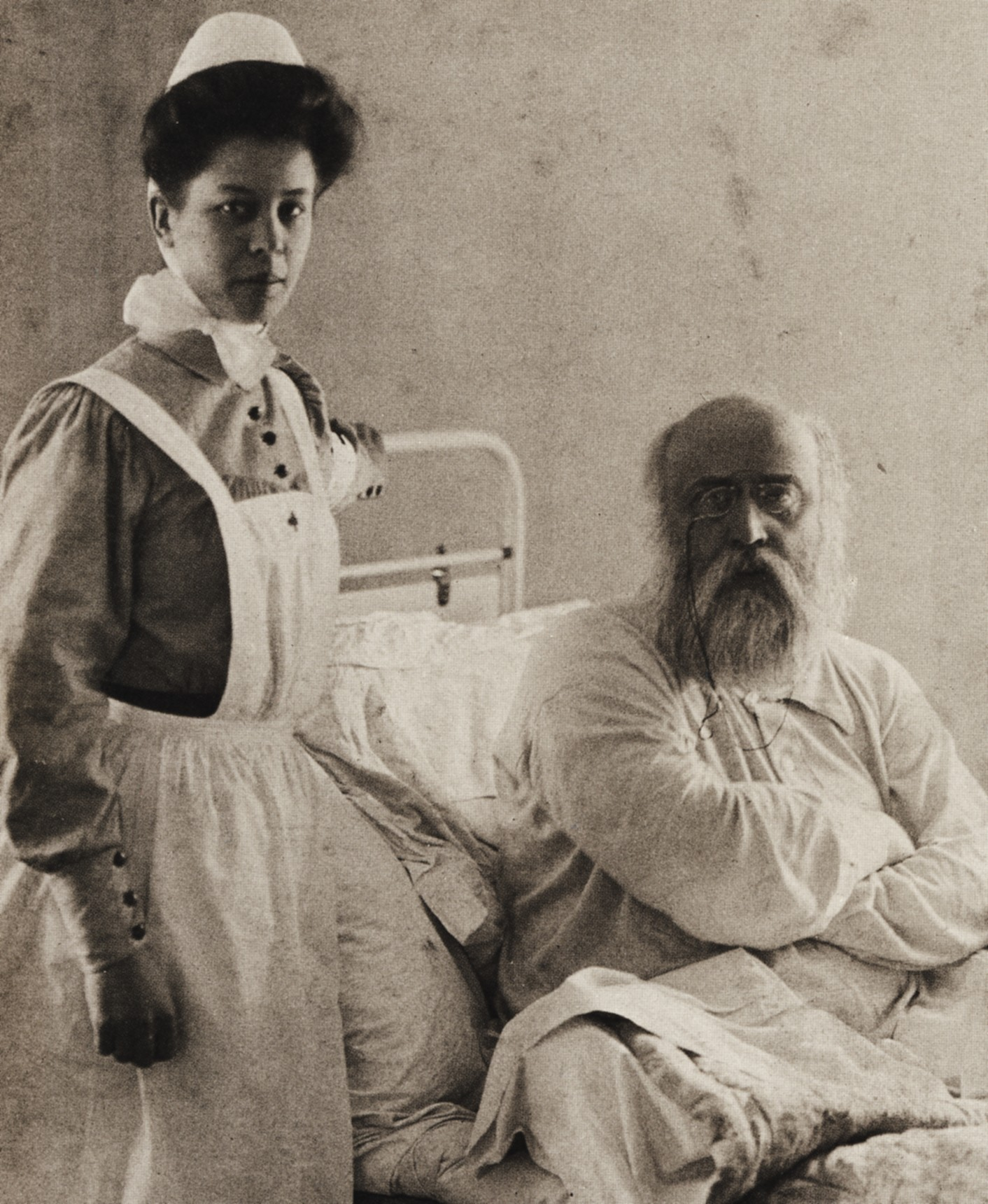
Gustaf Fröding med Signe Trotzig.

Herman Vilhelm Abraham Hamnqvist, född 22 augusti 1865 i Härnösand, död 7 januari 1946 i Västervik, var en svensk fotograf med titeln kunglig hovfotograf. Han drev en av de ledande ateljéerna i Stockholm och ägnade sig inte bara åt fotografins konst utan även åt musikens och framträdde som kompositör. Han var gift med Anna Fredrika, född Bratt.

## Biografi
Hamnqvist studerade vid Uppsala universitet åren 1885-1887 och blev 1889 fotograf i Karlskrona. År 1890 flyttade han till Stockholm med ateljé vid Drottninggatan och 1894  vid Biblioteksgatan. År 1905 lät han uppföra den så kallade "Fotografens villa" vid Källvägen (nuvarande Vikvägen 11) i Saltsjöbaden. Huset ritades av arkitekt Carl Westman och innehöll även en ateljé. Han var en av stiftarna av Svenska Fotografers Förbund, där kollegan Ferdinand Flodin var sekreterare.  
Bildmässig gick han och Flodin i spetsen för fotografins nya uttrycksmedel. Han lade stor konstnärlig aspekt på sina bilder och ville få fram det sköna i fotokonsten, men han varnade samtidigt för överdrifter och "förkonstling". Berömd är hans reportagebild av den sjuke Gustaf Fröding iförd särk på sin sjukbädd i Villa Gröndal tillsammans med sköterskan Signe Trotzig från 31 maj 1908.
Hamnqvist ville slänga ut den gamla ateljébråten, och helst komma bort från det mekaniska framställandet av visitkortsformaten. I Fotografisk Tidskrift från 1901 formulerade han sin åsikt om samtidens ateljédekorationer, som ofta tjänade som bakgrund för dåtidens ateljébilder, på följande sätt:
| ” | Dessa otäcka slottsgemak med palmer och grannlåter, dessa konstiga möbler, som ej passa i stycke med enkla medmänniskor, som aldrig annars besvärs av sådana oting, dessa universaldekorationsartiklar, som aldrig hava sin motsvarighet i det dagliga livet, all denna onatur bör hänvisas till skamvrån, där den kan tjäna som varnagel för de barn, som skola uppfostras till tänkande och förstående fotografer. | „ |

I tio år verkade han i Fotografisk tidskrift, men enbart med tekniska artiklar. År 1917 sålde han ateljén och flyttade till Helsingborg och 1920 vidare till Göteborg. Där blev han under en tid lärare vid Slöjdföreningens fotografiskola. Han lämnade sedan fotografyrket helt och ägnade sig i stället åt musik som musikkritiker. Många av hans bästa bilder tycks ha gått förlorade under dessa sista år.
Redan i sin ungdom i början av 1880-talet hade han studerat musik och varit verksam som pianist. Senare bedrev han pianostudier för Richard Andersson 1892–1905, för Alexander Stoffregen 1919 och för Johannes Schreyer 1921.